# Conde da Barca
Conde da Barca é um título nobiliárquico criado por D. João, Príncipe Regente de D. Maria I de Portugal, por Decreto de 27 de Dezembro de 1815, em favor de António de Araújo e Azevedo.
Titulares
1. António de Araújo e Azevedo, 1.º Conde da Barca.

Após a Implantação da República Portuguesa, e com o fim do sistema nobiliárquico, usaram o título: 
1. José Pedro Cirne de Araújo e Azevedo Pimenta da Gama, 2.º Conde da Barca;
2. Maria da Assunção da Cunha e Meneses Pimenta da Gama, 3.ª Condessa da Barca.